# 徐廷傑
徐廷傑（1493年—？），字獻忠，浙江溫州府永嘉縣人，民籍，明朝政治人物。

## 生平
嘉靖元年（1522年）壬午科浙江鄉試第二十三名舉人，二年（1523年）中式癸未科會試第一百十三名，二甲第六十六名進士。任山東按察司僉事、分巡海右，十二年（1533年）九月賑濟饑民失察，謫福建市舶司提舉。

## 家族
曾祖徐承祖；祖父徐端；父徐銳，母王氏。具慶下。兄徐廷濬、徐廷宣。